# Windows Write
Write — простой текстовый процессор компании Microsoft, который поставлялся с ранними версиями Microsoft Windows. Создавался с оглядкой на ранние версии MacWrite и был очень похож на него. В отличие от Блокнота, Write мог работать не только с чистым текстом, но и предоставлял возможности для простого форматирования.
Windows Write был создан с учетом низких требований к системным ресурсам и поставлялся вместе с каждой версией Windows в качестве простого решения для создания и редактирования текстовых документов. Он был предназначен для пользователей, которым не требовались сложные функции редактирования, такие как формулы, графики или слияние и разделение ячеек в таблицах.
Write входил в состав Microsoft Windows 1.0x, 2.x и 3.x, а также в ранние версии Windows NT 3.1, 3.5 и 3.51. Кроме того, Write поставлялся вместе со многими версиями OS/2 в составе Win-OS/2, позволяющей запускать 16-разрядные программы Windows в OS/2. 
В Windows 95 и более поздних системах Write был заменён на простой текстовый процессор WordPad. Хотя WordPad в целом имеет более развитый функционал, вплоть до версии из Windows 7 он не мог выравнивать текст с двух сторон, что крайне ограничивало его применение (при этом такая функция присутствовала во всех версиях Write с 1985 года).
В процессе развития программы изменения были невелики. Ранние версии поддерживали лишь родной формат (.wri) и простой текст (.txt). 
В версии для Windows 3.0 — Write получил поддержку документов Word для DOS (.doc), что делало его ещё и удобным конвертером. 
В Write для Windows 3.1 добавилась поддержка OLE. 
Всего существует пять основных версий Write для Windows:
- 1.0 для Windows 1.x, 1985 год
- 2.0 для Windows 2.0, 1987 год
- 2.1 для Windows/286 и Windows/386 (редакции Windows 2.1), 1988 год
- 3.0 для Windows 3.0, 1990 год
- 3.1 для Windows 3.1 и 3.11, а также NT 3.1, NT 3.5 и NT 3.51, 1992 год

Существуют версии Microsoft Write для платформ Macintosh и Atari ST.